# Koszmosz–353
A Koszmosz–353 (oroszul: Космос–353) szovjet első generációs Zenyit–2M típusú felderítő műhold.

## Jellemzői
1970. augusztus 7-én a Pleszeck űrrepülőtér a 41-es indítóállásából egy Voszhod (11A57) hordozórakéta segítségével indították alacsony Föld körüli pályára. A műhold keringési ideje 89,3 perces, a pályasík elhajlása 65,4° volt. Az elliptikus pálya perigeuma 204 km, apogeuma 284 km volt.
1970. augusztus 15-én, 8 nap után földi parancsra a műhold visszatérő modulja belépett a légkörbe és ejtőernyővel visszatért a Földre.